# 一途
〈一途〉（日语：／ Ichizu */?）是日本搖滾樂隊King Gnu的歌曲，也是動畫電影《劇場版 咒術迴戰 0》的主題曲。歌曲於2021年12月10日率先在數位平台上架，其後在同月29日與作為同一電影片尾曲的〈逆夢〉以雙A面形式作為樂隊第四張實體單曲由日本索尼音樂娛樂旗下的日本阿里奧拉發行。歌曲由樂隊隊長常田大希創作，並由樂隊編曲，風格為車庫搖滾和後龐克，也是樂隊至今速度最快的作品。歌曲的歌詞呈現出電影角色乙骨憂太與祈本里香之間的關係，並符合電影的世界觀。
歌曲在發行前後獲得音樂評論家的正面評價，包括讚賞兩位主唱相互交織的聲樂以及緊張感與解放感精確控制的編曲。歌曲發行後獲得商業成功，包括與〈逆夢〉一同佔據串流排行榜冠亞軍位置，以及成為樂隊最快突破億次串流播放量的歌曲。雙A面單曲〈一途／逆夢〉也在2022年登上Oricon公信榜合算排行榜年度冠軍。
〈一途〉的音樂錄影帶由木村太一負責執導，並將作為搖滾樂隊的粗野融入在優雅的世界中。樂隊在〈一途〉發行後多次現場演唱歌曲，包括個人演唱會「King Gnu Live Tour 2021 AW」和「King Gnu Live at TOKYO DOME」，以及《2021 FNS歌謡祭 第1夜》和《第64屆日本唱片大獎》等電視節目。

## 背景與詞曲
King Gnu的隊長常田大希以往曾為樂隊創作〈Flash!!!〉和〈千両役者〉等具速度感的快歌，並認為現在的樂隊能夠在編曲上處理得更加成熟，因此往此路線再創作出新曲〈一途〉。鑑於樂隊認為現時樂壇出現越來越多使用電腦軟件製作的歌曲，甚至連樂隊推出的歌曲也有這樣的趨勢，因此希望製作一首樂隊才能演譯的歌曲，發揮出樂隊與眾不同的特點。常田亦受到少年時代聆聽的Blankey Jet City和禰米歇爾槍大象等樂隊影響，希望以成熟的姿態展現出作為搖滾樂隊精髓的氣勢與刺痛感。歌曲的樣本比起正式版本的每分鐘拍數更高，甚至連鼓手勢喜遊也無法跟上，其後則稍為降低歌曲的速度。
〈一途〉是一首車庫搖滾和後龐克歌曲，全長3分11秒，以D大調創作。歌曲每分鐘達160拍，為King Gnu速度最快的作品。歌曲並沒有傳統結構的副歌部分，而是被常田形容為一首所有地方都像副歌一樣的絕強歌曲。歌曲的特色為鼓樂部分接連出現的十六分音符，使演奏的難度極高。作為《劇場版 咒術迴戰 0》的主題曲，歌曲呈現出作品角色乙骨憂太與祈本里香之間的關係，並以作品的世界觀寫下歌詞。

## 專業評價
《Real Sound》的森朋之讚賞〈一途〉中常田大希具挑釁性的聲樂與井口理具浮遊感的聲音交織在一起，而融入「專注凝視／無需理由」般樂句的曲式則讓人激動得震驚。他也讚賞將緊張感與解放感精確控制的編曲非常出色。《Rockin' On》的小池宏和讚賞常田與井口交織翻騰的歌聲抓緊了「一片飄零的思念啊／沸騰著熱血一心傳達／專注凝視／無需理由」這瘋狂的浪漫主義。他亦希望聽眾能夠享受只有透過依附危險覺悟的聲音與言語才能成立的這份「一心一意」。
Skream的石角友香認為〈一途〉毫無疑問會與〈逆夢〉一同拓展King Gnu的歌迷層，並讚賞〈一途〉以充滿速度感的車庫搖滾基調在聲音與編排上昇華了這份「一心一意」，而即興重複段和鼓點節奏均帶給聽眾有如從抵受的壓力中突破般體感的音像，有著除了King Gnu以外均無法呈現的角度。《搖滾生活》的編輯讚賞歌曲仿如所有部分皆是副歌一樣，並以有著壓倒性的溫度展開。他亦讚賞常田和井口聲音的交替和交疊得非常出色，有如分別以男性和女性的角度演唱一樣，充分發揮出雙主唱的魅力，並表示這是一首能夠輕易撼動年度最佳歌曲排行的優秀作品。

## 商業成績
在實體唱片方面，雙A面單曲〈一途／逆夢〉在發行首週以超過4.7萬張銷量空降Oricon公信榜週榜冠軍，取代〈三文小說／千両役者〉的週榜亞軍成為樂隊最高排名的單曲。單曲其後亦以超過7萬張銷量登上2022年1月份的月榜亞軍，以及以8.9萬張銷量登上2022年年榜第59位。單曲在週榜逗留超過一年，並成為樂隊至今銷量最高的實體唱片。在日本《告示牌》，單曲在發行首週同樣空降單曲銷售排行週榜冠軍，其後則登上2022年年榜第73位。〈一途／逆夢〉亦在實體單曲發行當週登上Oricon單曲合算排行週榜冠軍，成為樂隊於該榜的第一首冠軍單曲，其後更成為2022年的年榜冠軍，而〈一途〉亦在實體單曲發行當週登上日本《告示牌》熱門100金曲榜的冠軍。
在線上下載方面，〈一途〉在發行首週以超過3.0萬首下載量空降Oricon單曲下載排行週榜亞軍，僅次於當週冠軍Aimer〈殘響散歌〉的9.3萬首。歌曲在當週亦同樣空降日本《告示牌》歌曲下載排行週榜的亞軍。歌曲其後在2022年登上Oricon單曲下載年榜第8位，而累計下載量則超過21.2萬首。在日本《告示牌》，歌曲則打進歌曲下載年榜第4位。
在串流媒體方面，〈一途〉在發行首週以超過397萬次播放量空降Oricon歌曲串流排行週榜第20位，其後則連續兩週獲得榜單冠軍，更分別連續三週與〈逆夢〉以不同排名同時佔據榜單的冠亞軍。在日本《告示牌》，歌曲亦同樣連續兩週獲得歌曲串流排行榜冠軍，更分別連續兩週與〈逆夢〉以不同排名同時佔據榜單的冠亞軍。歌曲在同年3月突破1億次串流播放量，成為樂隊最快破億次串流的作品。截至2023年1月，歌曲的累計串流播放量已經突破2億次。
〈一途〉亦分別打進《告示牌》全球二百強單曲榜第78位，以及美國除外全球單曲榜第31位。

## 音樂錄影帶
〈一途〉的音樂錄影帶由曾與Crossfaith、切露米可，以及BAD HOP等不同歌手合作的木村太一負責執導。木村表示錄影帶的概念為「即使環境改變，我們的表現方式也不會改變」，並將作為搖滾樂隊的粗野融入在優雅的世界中。錄影帶場景以黑色的背景配上閃耀的燈光，展現出仿如《咒術迴戰》的世界觀，而充滿節奏感的演出亦讓人聯想起電影中的戰鬥場景。
〈一途〉的音樂錄影帶於日本時間2021年12月10日晚上八時以首映形式在樂隊的官方YouTube頻道公開，公開首日的播放量刷新樂隊的最高成績，其後亦成為日本地區一週播放量第二高的音樂錄影帶，僅次於當週冠軍Aimer的〈殘響散歌〉。截至2023年1月，音樂錄影帶的累計播放量已經超過7,200萬次。

## 現場表演
King Gnu在〈一途〉發行前後多次在電視節目上演唱歌曲。2021年12月1日，樂隊在富士電視台的《2021 FNS歌謡祭 第1夜》上首次演唱歌曲。同月20日，樂隊在TBS電視台的《CDTV Live!Live! 聖誕4小時特輯》上演唱歌曲。2022年3月20日，樂隊登上富士電視台的《Love music》演唱〈一途〉、〈逆夢〉、〈變色龍〉與〈BOY〉四曲。同年12月30日，樂隊登上TBS電視台的《第64屆日本唱片大獎》演唱〈一途〉與〈逆夢〉兩曲。
樂隊亦分別在三次個人演唱會上表演歌曲。2021年12月，King Gnu於全國巡迴體育館演唱會「King Gnu Live Tour 2021 AW」的安哥環節上驚喜演唱〈一途〉。2022年5月至6月，樂隊於歌迷俱樂部限定巡迴演唱會「King Gnu Live Tour 2022 CLUB GNU EDITION」上在雷射光縱橫交錯的佈景下表演歌曲。同年11月，樂隊在東京巨蛋演唱會「King Gnu Live at TOKYO DOME」的開場演唱歌曲。樂隊也在2022年的多個音樂節上表演歌曲，包括ARCANA PROJECT天野光生日紀念活動「My Liminal Space」、「NUMBER SHOT 2022」、「ROCK IN JAPAN FESTIVAL 2022」、「SUMMER SONIC 2022」，以及「音樂和鬍子們 2022-My Home Town-」。

## 翻唱版本
2022年12月9日，重金屬搖滾伴奏樂隊ASTERISM與重金屬搖滾動畫歌曲歌手PelleK合作推出〈一途〉的翻唱版本，並收錄在雙A面數碼單曲〈一途／unravel〉中。

## 歌曲列表
| 線上下載 串流媒體 [ 48 ] | 線上下載 串流媒體 [ 48 ] | 線上下載 串流媒體 [ 48 ] |
| 曲序                     | 曲目                     | 时长                     |
| ------------------------ | ------------------------ | ------------------------ |
| 1.                       | 一途                     | 3:10                     |

| CD       | CD       | CD   |
| 曲序     | 曲目     | 时长 |
| -------- | -------- | ---- |
| 1.       | 一途     | 3:10 |
| 2.       | 逆夢（） | 5:07 |
| 总时长： | 总时长： | 8:18 |

| 藍光影碟（CD首批限定版附贈） 「King Gnu Live Tour 2020 AW "CEREMONY" November 25th, 2020 at NIPPON BUDOKAN」 | 藍光影碟（CD首批限定版附贈） 「King Gnu Live Tour 2020 AW "CEREMONY" November 25th, 2020 at NIPPON BUDOKAN」 | 藍光影碟（CD首批限定版附贈） 「King Gnu Live Tour 2020 AW "CEREMONY" November 25th, 2020 at NIPPON BUDOKAN」 |
| 曲序 | 曲目 | 时长 |
| --- | --- | --- |
| 1. | 開幕典禮（）                                                                                                 | 2:37 |
| 2. | 詭幻（どろん）                                                                                               | 3:05 |
| 3. | Sorrows | 3:41 |
| 4. | Vinyl | 5:43 |
| 5. | It's a small world                                                                                           | 4:01 |
| 6. | 白日 | 4:48 |
| 7. | 飛行艇（）                                                                                                   | 4:38 |
| 8. | Overflow | 4:02 |
| 9. | Slumberland                                                                                                  | 3:29 |
| 10. | Hitman | 5:40 |
| 11. | The hole | 5:23 |
| 12. | 幽默（ユーモア）                                                                                             | 3:37 |
| 13. | 傘（） | 3:38 |
| 14. | Tokyo Rendez-Vous                                                                                            | 8:30 |
| 15. | 破裂 | 2:27 |
| 16. | Prayer X | 3:01 |
| 17. | Low Love（ロウラブ）                                                                                         | 3:26 |
| 18. | Flash!!! | 6:04 |
| 19. | 閉幕典禮（）（Encore）                                                                                       | 1:30 |
| 20. | 三文小説（）（Encore）                                                                                       | 4:43 |
| 21. | Teenager Forever（Encore）                                                                                   | 5:26 |
| 总时长： | 总时长： | 1:38:00 |

## 榜單排名
| 週榜單（2021年－22年）                          | 最高 位置 |
| ----------------------------------------------- | --------- |
| 日本（Oricon公信榜） 〈一途／逆夢〉             | 1         |
| 日本（Oricon單曲合算排行榜） 〈一途／逆夢〉     | 1         |
| 日本（Oricon單曲下載排行榜）                    | 2         |
| 日本（Oricon單曲串流排行榜）                    | 1         |
| 日本（《告示牌》熱門100金曲榜）                 | 1         |
| 日本（《告示牌》歌曲下載排行榜）                | 2         |
| 日本（《告示牌》歌曲串流排行榜）                | 1         |
| 日本（《告示牌》單曲銷售排行榜） 〈一途／逆夢〉 | 1         |
| 全球（《告示牌》全球二百強單曲榜）              | 78        |
| 全球（《告示牌》美國除外全球單曲榜）            | 31        |

| 月榜單（2022年）                    | 最高 位置 |
| ----------------------------------- | --------- |
| 日本（Oricon公信榜） 〈一途／逆夢〉 | 2         |

| 年榜單（2022年）                                | 位置 |
| ----------------------------------------------- | ---- |
| 日本（Oricon公信榜） 〈一途／逆夢〉             | 59   |
| 日本（Oricon單曲下載排行榜）                    | 8    |
| 日本（Oricon單曲串流排行榜）                    | 11   |
| 日本（Oricon單曲合算排行榜） 〈一途／逆夢〉     | 1    |
| 日本（《告示牌》熱門100金曲榜）                 | 10   |
| 日本（《告示牌》歌曲下載排行榜）                | 4    |
| 日本（《告示牌》歌曲串流排行榜）                | 10   |
| 日本（《告示牌》單曲銷售排行榜） 〈一途／逆夢〉 | 73   |

## 認證
| 地區                                                     | 认证    | 认证单位/销量        |
| -------------------------------------------------------- | ------- | -------------------- |
| 日本（日本唱片協會） 〈一途／逆夢〉                      | 金      | 89,000（實體唱片）^  |
| 日本（日本唱片協會）                                     | 金      | 212,032（單曲下載）* |
| 串流媒體                                                 |         |                      |
| 日本（日本唱片協會）                                     | 2× 白金 | 200,000,000†         |
| *僅含認證的實際銷量 ‡僅含認證的+實際銷量 †僅含認證的銷量 |         |                      |

## 發行歷史
| 地區 | 日期           | 形式              | 廠牌                                        | 來源   |
| ---- | -------------- | ----------------- | ------------------------------------------- | ------ |
| 多國 | 2021年12月10日 | 線上下載 串流媒體 | 日本索尼音樂娛樂                            | [ 48 ] |
| 日本 | 2021年12月29日 | CD CD+ 藍光影碟   | 日本阿里奧拉 （ 日语 ： Ariola Japan） 日本索尼音樂娛樂 | [ 49 ] |

## 資料來源
1. 1 2 3 4 5 6  有泉, 智子.  . Musica. 2021-12-16, 177: 22–33 （日语）.
2. 1 2  , . . Real Sound.   [2023-01-09]. （原始内容存档于2022-03-09） （日语）.
3. 1 2 3  , . . Real Sound. 2021-12-28  [2023-01-09]. （原始内容存档于2022-06-26） （日语）.
4. ↑  . Tunebat.   [2022-01-27] （英语）.
5. ↑  . 於Twitter. 2021-11-04 [2022-02-06] （日語）.
6. ↑  , . . Real Sound. 2021-12-27  [2023-01-09]. （原始内容存档于2022-11-28） （日语）.
7. 1 2  , . . Real Sound. 2021-12-28  [2023-01-09]. （原始内容存档于2022-01-21） （日语）.
8. 1 2  . ロッキン・ライフ. 2021-12-12  [2023-01-09]. （原始内容存档于2022-06-30） （日语）.
9. ↑  . Oricon. 2022-01-07  [2023-01-09]. （原始内容存档于2022-01-08） （日语）.
10. 1 2  . Oricon. 2022-02-09  [2023-01-09]. （原始内容存档于2022-02-09） （日语）.
11. 1 2 3 4 5 6 7 8 9  . Oricon. 2022-12-22  [2023-01-09]. （原始内容存档于2022-12-22） （日语）.
12. ↑  . Oricon.   [2023-01-09]. （原始内容存档于2022-01-07） （日语）.
13. 1 2  . Billboard JAPAN. 2022-01-05  [2023-01-11]. （原始内容存档于2022-01-16）.
14. 1 2  . Billboard JAPAN. 2022-12-10  [2023-01-05]. （原始内容存档于2022-12-29）.
15. ↑  . Oricon. 2022-01-07  [2023-01-09]. （原始内容存档于2022-01-16） （日语）.
16. 1 2  . Billboard JAPAN. 2022-01-05  [2023-01-11]. （原始内容存档于2022-06-14） （日语）.
17. 1 2 3 4  . Oricon. 2021-12-15  [2023-01-09]. （原始内容存档于2021-12-15） （日语）.
18. 1 2  . Billboard JAPAN. 2021-12-15  [2023-01-09]. （原始内容存档于2022-06-10） （日语）.
19. 1 2  . Billboard JAPAN. 2022-12-10  [2023-01-05]. （原始内容存档于2022-12-27） （日语）.
20. ↑  . Oricon. 2021-12-15  [2023-01-09]. （原始内容存档于2021-12-15） （日语）.
21. ↑  . Oricon. 2022-01-12  [2023-01-09]. （原始内容存档于2022-06-23） （日语）.
22. ↑  . Oricon. 2022-01-26  [2023-01-09]. （原始内容存档于2022-06-29） （日语）.
23. ↑  . Billboard JAPAN. 2022-01-12  [2023-01-09]. （原始内容存档于2022-01-24） （日语）.
24. ↑  . Billboard JAPAN. 2022-01-19  [2023-01-09]. （原始内容存档于2022-08-09） （日语）.
25. ↑  . Billboard JAPAN. 2022-03-16  [2023-01-09]. （原始内容存档于2022-06-11） （日语）.
26. 1 2  . Recording Industry Association of Japan.   [2022-07-03] （日语）. 在下拉菜单选择“2023年2月”
27. 1 2  . Billboard. 2022-01-10  [2022-11-10]. （原始内容存档于2022-01-10） （英语）.
28. 1 2  . Billboard. 2021-12-20  [2023-01-10]. （原始内容存档于2022-09-28） （英语）.
29. ↑  . Taichi Kimura Official Website.   [2023-01-09]. （原始内容存档于2023-01-15） （日语）.
30. 1 2  . 音楽ナタリー. 2021-12-10  [2023-01-09]. （原始内容存档于2022-12-17） （日语）.
31. ↑  . ファミ通.com. 2021-12-24  [2023-01-09]. （原始内容存档于2021-12-30） （日语）.
32. ↑  . 於Twitter. 2021-12-12 [2022-02-06] （日語）.
33. ↑  . Oricon. 2021-12-22  [2023-01-09]. （原始内容存档于2021-12-25） （日语）.
34. ↑  . King Gnu於YouTube. 2021-12-10  [2023-01-15]. （原始内容存档于2023-01-13） （日语）.
35. ↑  . Pop Scene. 2021-11-25  [2023-01-09]. （原始内容存档于2022-11-30） （日语）.
36. ↑  . Mantanweb. 2021-12-13  [2023-01-09]. （原始内容存档于2021-12-14） （日语）.
37. ↑  . 音楽ナタリー. 2022-03-14  [2023-01-09]. （原始内容存档于2022-06-28） （日语）.
38. ↑  . Oricon. 2022-12-27  [2023-01-09]. （原始内容存档于2022-12-26） （日语）.
39. ↑  . The First Time. 2021-12-16  [2023-01-09]. （原始内容存档于2022-01-21） （日语）.
40. ↑  . ぴあ. 2022-06-27  [2023-01-09]. （原始内容存档于2022-06-27） （日语）.
41. ↑  . 音楽ナタリー. 2022-11-21  [2023-01-09]. （原始内容存档于2022-11-27） （日语）.
42. ↑  . Live Fans.   [2023-01-09]. （原始内容存档于2023-01-15） （日语）.
43. ↑  . Live Fans.   [2023-01-09]. （原始内容存档于2023-01-15） （日语）.
44. ↑  , . . Real Sound. 2022-08-18  [2023-01-09]. （原始内容存档于2022-10-12） （日语）.
45. ↑  , . . Bass Magazine. 2022-09-12  [2023-01-09]. （原始内容存档于2022-09-26） （日语）.
46. ↑  . Live Fans.   [2023-01-09]. （原始内容存档于2023-01-15） （日语）.
47. ↑  . Real Sound. 2022-12-26  [2023-01-09]. （原始内容存档于2022-12-27） （日语）.
48. 1 2  〈一途〉的多國發行日期:
  - . Apple Music (Australia). 澳洲. 2021-12-10  [2022-02-28]. （原始内容存档于2023-01-15）.
  - . Apple Music (United States). 美國. 2021-12-10  [2022-02-28]. （原始内容存档于2022-11-13）.
  - . Apple Music (Canada). 加拿大. 2021-12-10  [2022-02-28]. （原始内容存档于2023-01-15）.
  - . Apple Music (Japan). 日本. 2021-12-10  [2022-02-28]. （原始内容存档于2022-05-26）.
  - . Apple Music (Hong Kong). 香港. 2021-12-10  [2022-02-28]. （原始内容存档于2023-01-15）.
49. 1 2 3  
  - CD：. Tower Records.   [2023-01-17]. （原始内容存档于2023-01-17） （日语）.
  - CD+藍光影碟：. Tower Records.   [2023-01-17]. （原始内容存档于2021-12-28） （日语）.
50. ↑  . Oricon. 2019-01-04  [2023-01-09]. （原始内容存档于2022-01-06） （日语）.
51. ↑  . Oricon. 2022-01-05  [2023-01-09]. （原始内容存档于2022-01-07） （日语）.
52. ↑  . Oricon. 2022-01-05  [2023-01-09]. （原始内容存档于2022-01-06） （日语）.
53. ↑  . Billboard JAPAN. 2022-01-05  [2023-01-04]. （原始内容存档于2022-01-07） （日语）.
54. ↑  . Billboard JAPAN. 2022-12-10  [2023-01-05]. （原始内容存档于2022-12-27） （日语）.
55. ↑  . Billboard JAPAN. 2022-12-10  [2023-01-05]. （原始内容存档于2022-12-27） （日语）.
56. ↑  . Recording Industry Association of Japan.   [2022-07-03] （日语）. 在下拉菜单选择“2022年4月”
57. ↑  . Recording Industry Association of Japan.   [2022-07-03] （日语）. 在下拉菜单选择“2022年1月”